# Jonathan Moret
Jonathan Moret, né le 25 novembre 1982 est un skieur de vitesse suisse.

## Biographie
En 2004 et 2005, il termine deuxième de la Coupe du monde de ski de vitesse.
Aux championnats du monde il se classe trois fois troisième en 2004, 2006 et 2009.
Il met un terme à sa carrière en 2009. Après une brève réapparition en 2019, il revient à la compétition en 2023 et signe, à l'âge de 40 ans, un nouveau podium de coupe du monde en prenant la deuxième place dans la première épreuve de Vars en janvier. Il prend aussi la 4e place des championnats du monde à Vars, avec un nouveau record personnel (et de Suisse) à la clé, 17 ans après son précédent record.
Son record personnel, qui est également le record de Suisse, est de 250,80 km/h et a été établi aux Vars en 2023.